# Karpniki
Karpniki (deutsch Fischbach) ist ein Ort der Landgemeinde Mysłakowice in der Woiwodschaft Niederschlesien am Fuß des Riesengebirges im Hirschberger Tal in Polen.

## Geographie

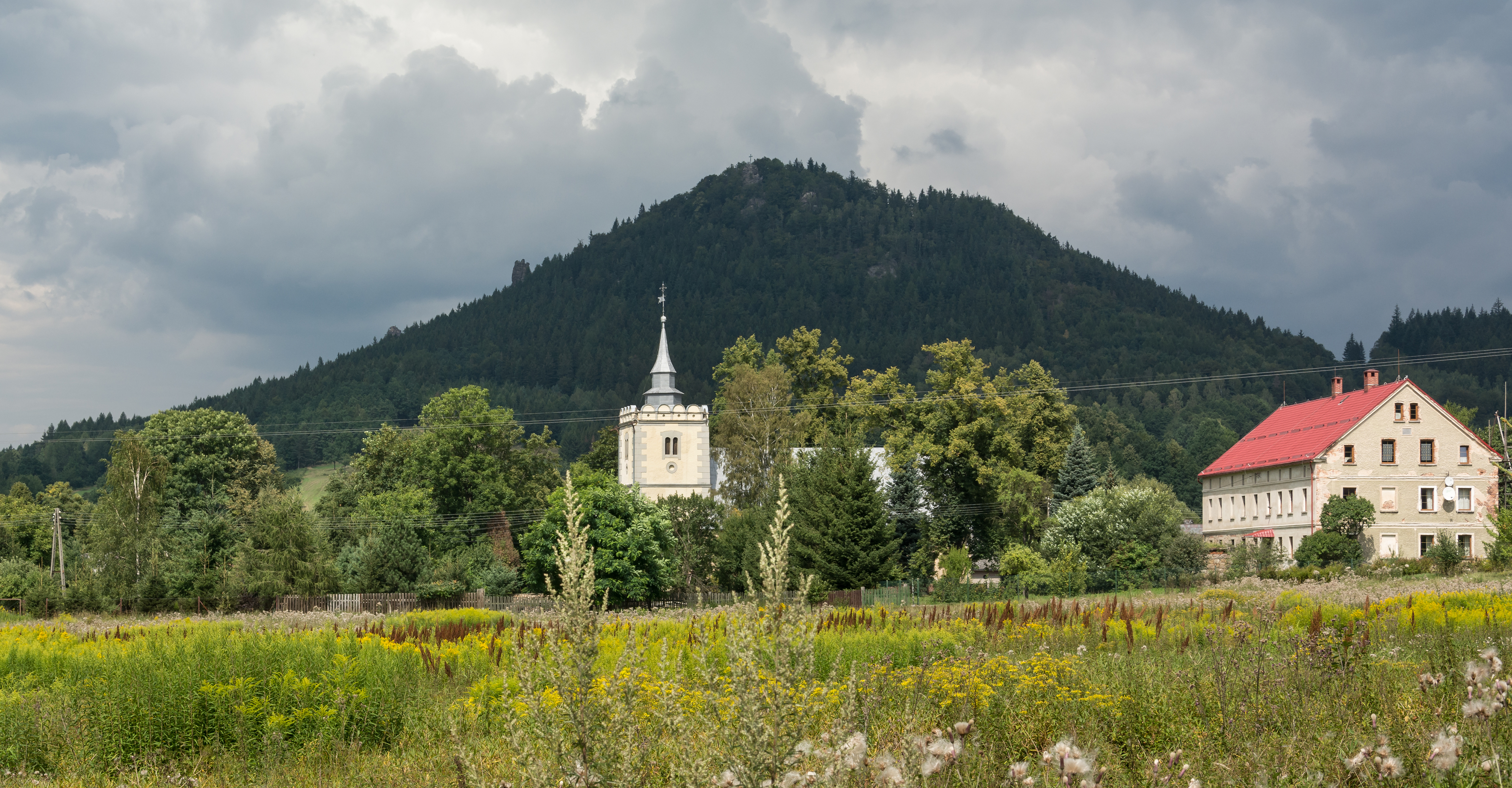
Karpniki mit St.-Hedwigs-Kirche und dem Kreuzberg im Hintergrund

Karpniki liegt etwa neun Kilometer östlich von Mysłakowice (Zillerthal-Erdmannsdorf), dreizehn Kilometer südöstlich von Jelenia Góra (Hirschberg im Riesengebirge) und 108 Kilometer südwestlich von Breslau. Nördlich und östlich liegen die Sokole Góry (Falkenberge) und der Landeshuter Kamm. Nördlich des Dorfes liegt der 654 m hohe Hausberg Krzyżna Góra (Kreuzberg).
Nachbarorte von Karpniki sind im Nordwesten Łomnica (Lomnitz) und Wojanów (Schildau), im Norden Bobrów (Boberstein) und Trzcińsko (Rohrlach), im Südosten Strużnica (Neu-Fischbach) und im Südwesten Krogulec (Södrich).

## Geschichte

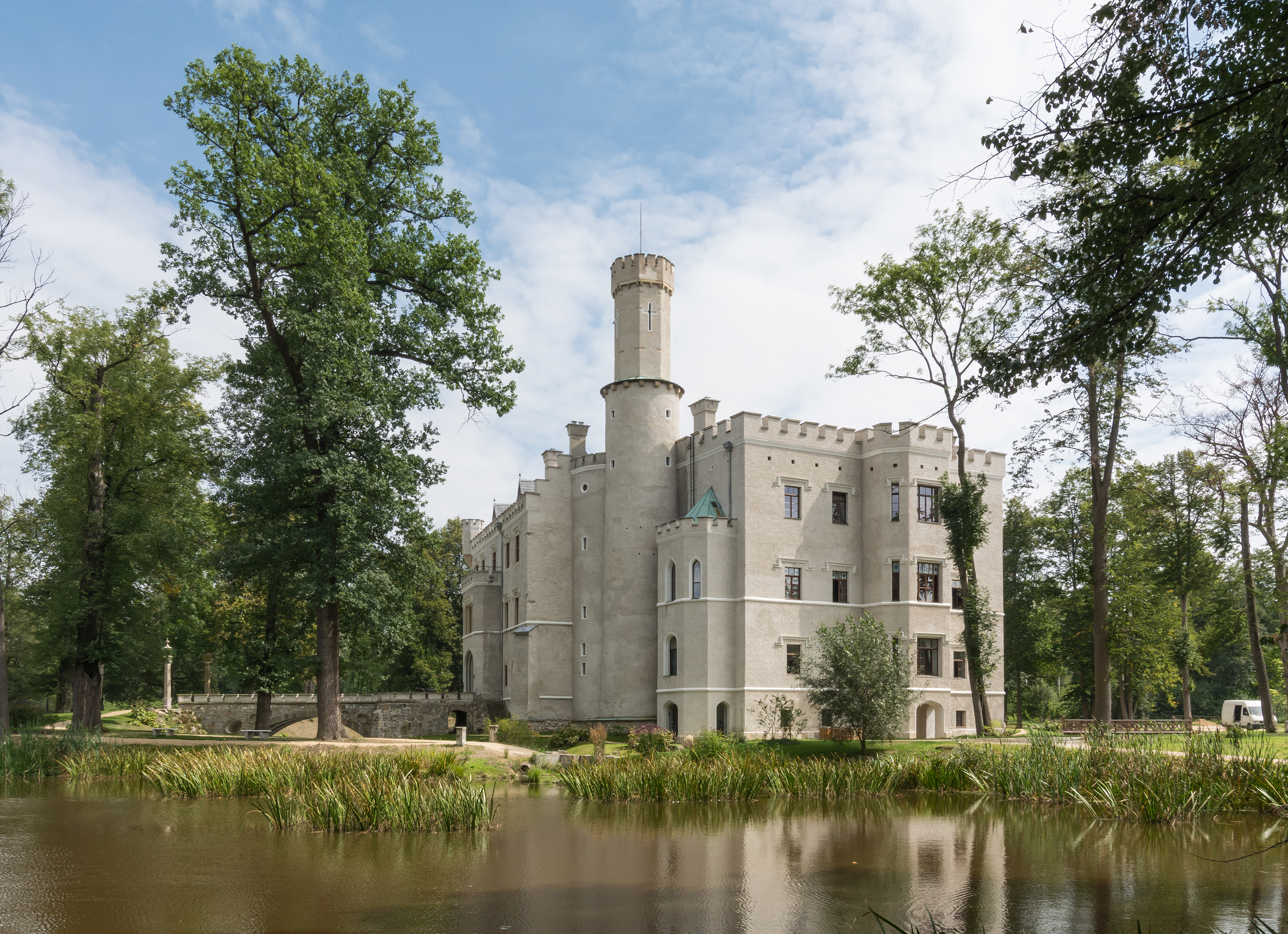
Schloss Fischbach

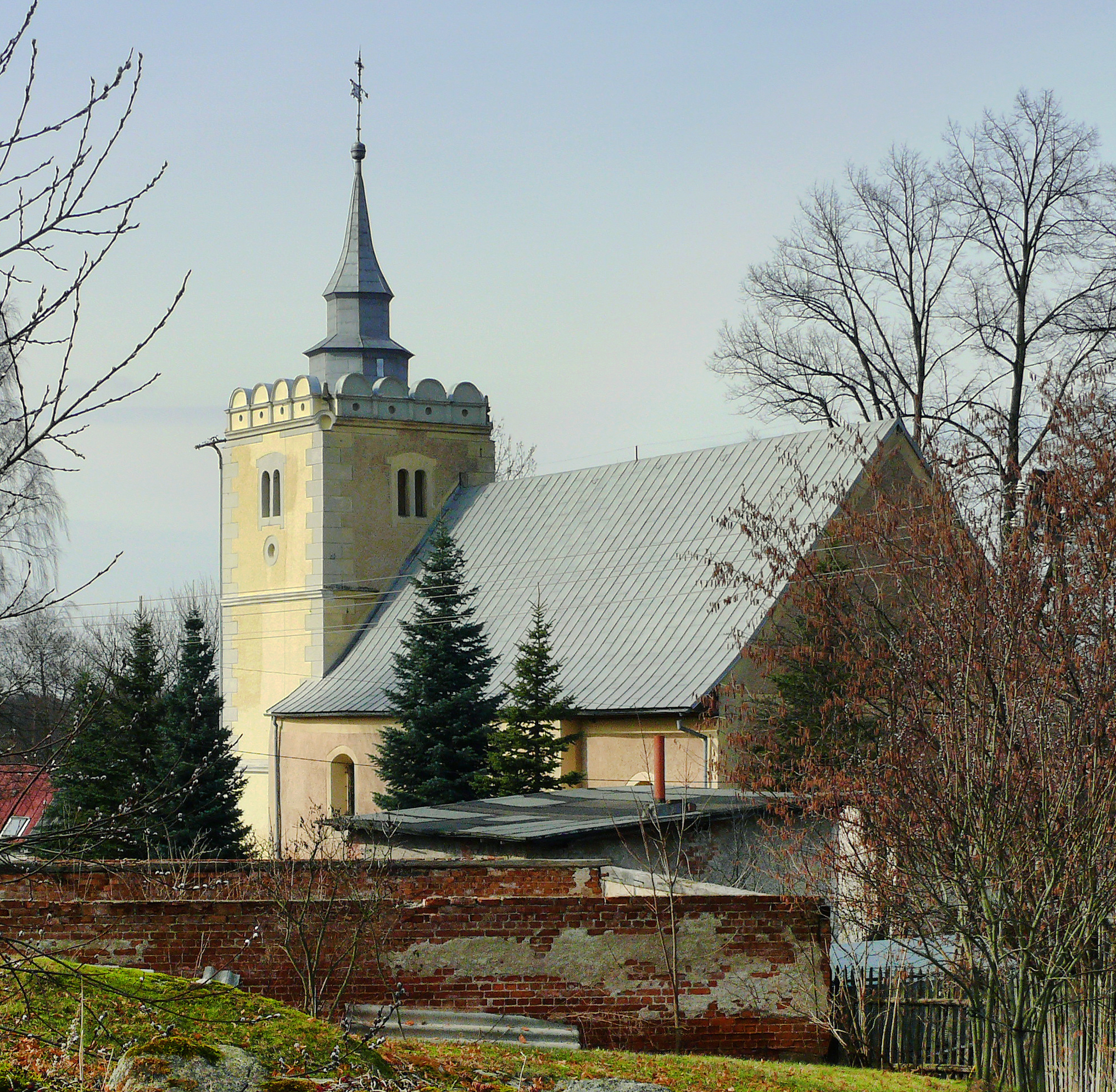
St. Hedwig

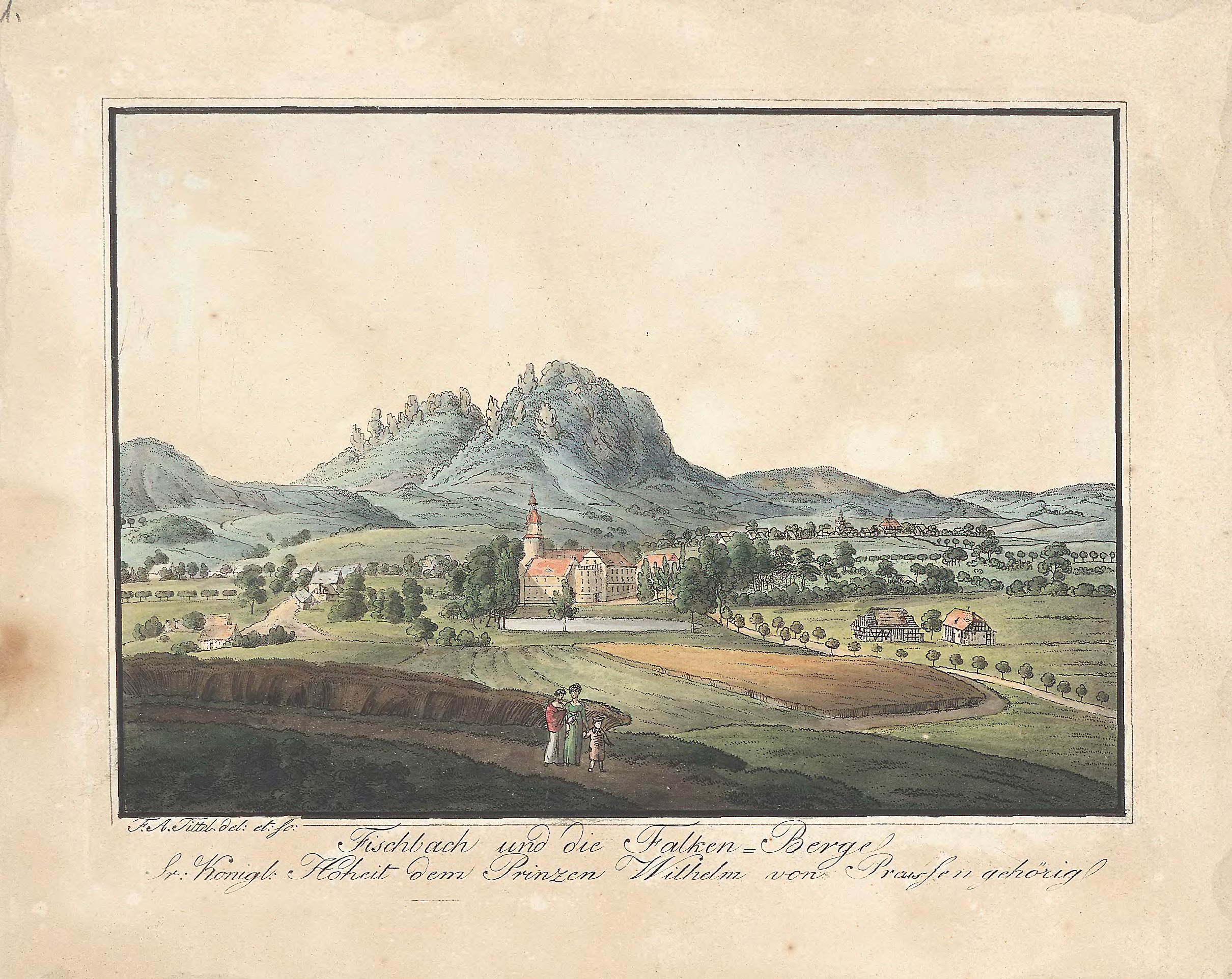
Blick auf Fischbach, um 1824

„Wysbach“ wurde erstmals im Jahre erwähnt und gehörte zum Herzogtum Jauer. 1364 wurde auf den Falkenbergen erstmals die Burg Falkenstein erwähnt, die zum Schutz des Hirschberger Tals erbaut wurde. 1369 war Clericus Bolczen Burgfürst. In der zweiten Hälfte des 15. Jahrhunderts wurde die Burg zerstört und nicht wiederaufgebaut. Mauerreste haben sich bis heute erhalten.
Für das Jahr 1393 ist die Ortschreibweise Vischbach belegt und 1399 wurde erstmals eine Kirche erwähnt. 1438 gehörte es dem Cuncze Bieler von Reichenbach. In der zweiten Hälfte des 15. Jahrhunderts wurde die Kirche St. Hedwig erbaut. 1532 hielt die Reformation Einzug in Fischbach. Die Dorfkirche wurde 1589 zu einem protestantischen Gotteshaus. Nachdem das Dorf samt dem Schloss Fischbach an das Adelsgeschlecht Schaffgotsch gelangte, wurde es 1580 für 25.000 Taler an Friedrich  von Kanitz verkauft. Die Herren von Kanitz waren bis 1648 Besitzer des Schlosses und des Dorfes Fischbach. 1593 brannte das Schloss aus und wurde ein Jahr später wieder aufgebaut.
Im Dreißigjährigen Krieg wurde das Dorf stark verwüstet. 1632 suchte die Pest die Dorfbewohner heim, wobei 55 Menschen, darunter der Schlossbesitzer Christoph Frederick von Kanitz, umkamen. Zwischen 1633 und 1634 wurde Fischbach jeweils von den Kaiserlichen und schwedischen Truppen geplündert und zerstört. Bis 1648 wurde das Gut von der Witwe Lucrezia von Kanitz geleitet.
1651 wechselten das Schloss und das Dorf Fischbach durch Erbschaft in den Besitz der Familie von Winterfeld. 1652 kam es im Dorf zu Bauernprotesten gegen die Leibeigenschaft. Etwa zur gleichen Zeit befanden sich im Dorf eine Brauerei, mehrere Wassermühlen und zehn Fischteiche. 1654 wurde die Dorfkirche „rekatholisiert“. Evangelische Gottesdienste wurden heimlich in den umliegenden Wäldern abgehalten. Ab 1709 konnten Protestanten aus Fischbach die Gnadenkirche in Hirschberg besuchen.
In den folgenden Jahrzehnten wechselte Fischbach samt Schloss ebenfalls erbschaftlich mehrmals den Besitzer. Zwischen 1658 und 1679 war erblich Anne Elisabeth von Schönaich Besitzern von Fischbach. 1679 wechselte das Dorf in den Besitz des Grafen Balthasar von Hoynow, der es 1725 weiterverkaufte. 1748 wurde in Fischbach die evangelische Kirche erbaut. Zwischen 1777 und 1784 gehörte das Dorf zum Kloster Grüssau. 1787 bis 1789 gehörte die Schlossanlage Fischbach dem Staatsminister Karl Georg von Hoym. 1789 wechselte das Dorf in den Besitz von Freiherrn Caspar Conrad von Zedlitz. Dessen Enkel verkaufte das Dorf samt Schloss im Jahr 1822 an Prinz Wilhelm von Preußen, einen Bruder des Königs Friedrich Wilhelm III. und Generalgouverneur der preußischen Rheinprovinz. Unter ihm wurde das Schloss 1844 nach einem Entwurf von Friedrich August Stüler im Stil der Neugotik umgebaut. In dieser Phase erlebte Fischbach eine kulturelle Blütezeit. Im Schloss wurden eine Kunstsammlung sowie eine große Bibliothek eingerichtet. Außerdem logierten dort in den Sommermonaten hochrangige Gäste, darunter König Friedrich Wilhelm III., Zar Nikolaus I. und Zar Alexander II. 1836 wurde in Fischbach ein neues Schulhaus erbaut. Nach dem Tod von Wilhelm von Preußen 1851 kamen das Schloss und das Dorf Fischbach durch die Heirat der Tochter Elisabeth mit Prinz Karl von Hessen-Darmstadt an diese Familie, das Schloss blieb bis 1945 im Eigentum des Hauses Hessen.
In der zweiten Hälfte des 19. Jahrhunderts war das Dorf bei Touristen sehr beliebt. Im Dorf gab es zwei Gasthöfe. In Abwesenheit des Schlossbesitzers war es den Gästen möglich, die Kunstsammlungen im Schloss Fischbach zu besichtigen. Im Laufe der Zeit wurde Fischbach – vor allem aufgrund der Lage am Riesengebirge – immer mehr zu einem Touristenort. In der Zwischenkriegszeit gab es mehr als 100 Gästebetten im Dorf.
1933 lebten in Fischbach 968 Einwohner, 1939 1010 Einwohner. Zwischen 1943 und 1945 wurden im Schloss Fischbach zahlreiche Kunstwerke aufbewahrt, darunter die Darmstädter Madonna. Bis 1945 gehörte Fischbach zum Landkreis Hirschberg im Riesengebirge.
Als Folge des Zweiten Weltkriegs fiel Fischbach 1945 mit dem größten Teil Schlesiens 1945 an Polen. Nachfolgend wurde es in Karpniki umbenannt. Die deutsche Bevölkerung wurde – soweit sie nicht vorher geflohen war – weitgehend vertrieben. Die neu angesiedelten Bewohner waren teilweise Zwangsumgesiedelte aus Ostpolen, das an die Sowjetunion gefallen war.
Von 1945 bis 1950 gehörte Karpniki zur Woiwodschaft Schlesien. 1950 wurde es der Woiwodschaft Breslau zugeordnet. Seit 1999 ist der Powiat Jeleniogórski zuständig.

## Sehenswürdigkeiten

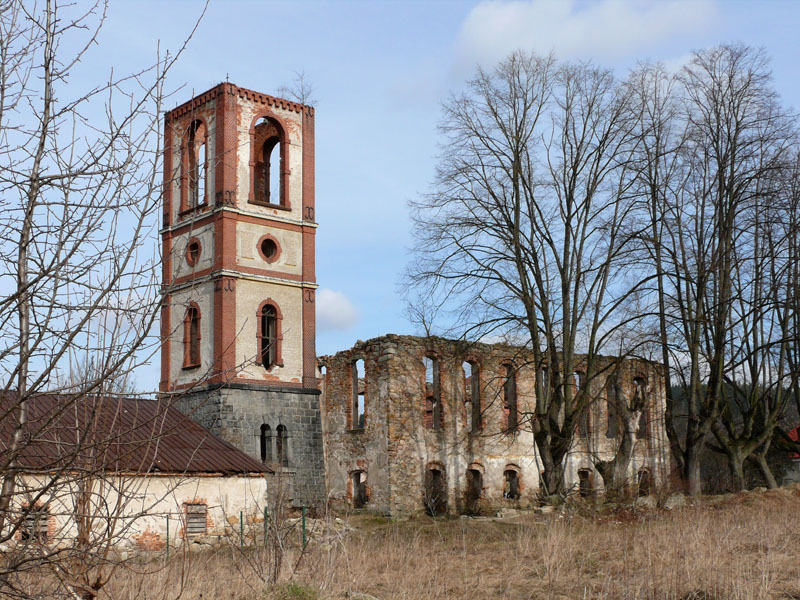
Ruine der evangelischen Kirche

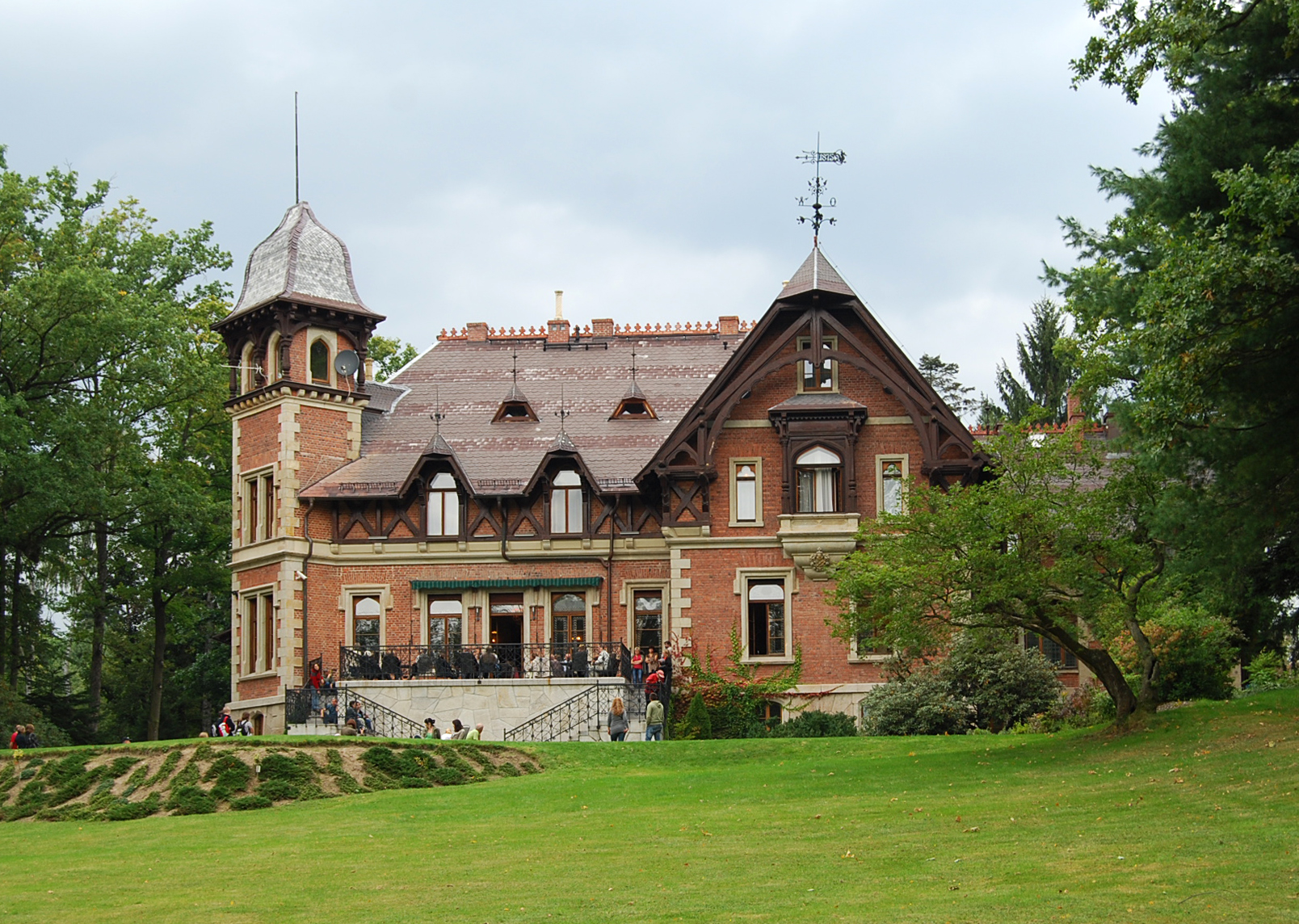
Villa Aichinger

- Schloss Fischbach – neogotischer Schlossbau[3]
- Schlosspark – Mitglied des Gartenkulturpfades beiderseits der Neiße
- St.-Hedwigs-Kirche – erbaut in den der zweiten Hälfte des 15. Jahrhunderts
- Ruinen der evangelischen Kirche – ehemals 1748 erbaut und 1945 zerstört
- Ruinenreste der Burg Falkenstein
- Villa Anny Aichinger – 1878 erbaut
- Erhaltenes Kreuz des Denkmals für die Gefallenen des Ersten Weltkriegs

## Persönlichkeiten
- Georg Gotthold Monse (1751–1811), deutscher Buchdrucker
- Prinz Wilhelm von Preußen (1783–1851), Besitzer von Schloss Fischbach
- Prinzessin Marianne von Preußen (1785–1846) Gemahlin des Prinzen Wilhelm
- Karl Friedrich Wilhelm Wander (1803–1879), deutscher Pädagoge und Sprichwortsammler, wurde in Fischbach geboren
- Adalbert von Preußen (1811–1873), Prinz von Preußen, wuchs in Fischbach auf
- Elisabeth von Preußen (1815–1885), Prinzessin von Hessen-Darmstadt, wuchs in Fischbach auf
- Waldemar von Preußen (1817–1849), Prinz von Preußen, wuchs in Fischbach auf
- Marie Friederike von Preußen (1825–1889), Königin von Bayern, wuchs in Fischbach auf
- Ulrich von Saint-Paul-Illaire (1833–1902), Hofmarschall, Erbauer einer Villa in Fischbach
- Georg Christian Heinrich Götschmann (1857–1929), deutscher Bildhauer